# Holmelgonia
Genre
Synonymes
- Elgonella Holm, 1962 nec Preston, 1914
- Elgonia Holm in Platnick, 1989 nec Risbec, 1950

Holmelgonia est un genre d'araignées aranéomorphes de la famille des Linyphiidae.

## Distribution
Les espèces de ce genre se rencontrent en Afrique subsaharienne.

## Liste des espèces
Selon World Spider Catalog (version 23.0, 17/06/2022) :
- Holmelgonia afromontana Nzigidahera & Jocqué, 2014
- Holmelgonia annemetteae (Scharff, 1990)
- Holmelgonia annulata (Jocqué & Scharff, 1986)
- Holmelgonia basalis (Jocqué & Scharff, 1986)
- Holmelgonia bosnasutus Nzigidahera & Jocqué, 2014
- Holmelgonia brachystegiae (Jocqué, 1981)
- Holmelgonia disconveniens Nzigidahera & Jocqué, 2014
- Holmelgonia falciformis (Scharff, 1990)
- Holmelgonia hirsuta (Miller, 1970)
- Holmelgonia holmi (Miller, 1970)
- Holmelgonia limpida (Miller, 1970)
- Holmelgonia nemoralis (Holm, 1962)
- Holmelgonia perturbatrix (Jocqué & Scharff, 1986)
- Holmelgonia producta (Bosmans, 1988)
- Holmelgonia projecta (Jocqué & Scharff, 1986)
- Holmelgonia rungwensis (Jocqué & Scharff, 1986)
- Holmelgonia spinosa (Holm, 1968)
- Holmelgonia stoltzei (Jocqué & Scharff, 1986)

## Systématique et taxinomie
- Elgonella Holm, 1962[3], préoccupé par Elgonella Preston, 1914, remplacé par Elgonia par Holm en 1989[4], préoccupé par Elgonia Risbec, 1950 est remplacé par Holmelgonia par Jocqué et Scharff en 2007[5].

## Étymologie
Ce genre est nommé en l'honneur d'Åke Holm.

## Publications originales
- Jocqué & Scharff, 2007 : « Holmelgonia, a new name for the genus Elgonia Holm, 1989 (Araneae, Linyphiidae). » Journal of Afrotropical Zoology, vol. 3, p. 161 (texte intégral).
- Holm, 1962 : « The spider fauna of the East African mountains. Part I: Fam. Erigonidae. » Zoologiska Bidrag från Uppsala, vol. 35, p. 19-204.
- Platnick, 1989 : Advances in Spider Taxonomy 1981-1987: A Supplement to Brignoli’s A Catalogue of the Araneae described between 1940 and 1981. Manchester University Press, p. 1-673.